# Эш-Шамаль (город)
Эш-Шамаль (араб. الشمال‎) — город в Катаре. Расположен на побережье Персидского залива, к югу от мыса Ракан, на северной оконечности полуострова Катар, в 127 км к северу от столицы, города Доха. Административный центр муниципалитета Эш-Шамаль. Расположен к югу от городов Эр-Рувайс и Абу-Залуф.
Город связан шоссейной дорогой с городами Эль-Хаур и Доха.